# Ceratias holboelli
Espèce
Ceratias holboelli est une espèce de poisson abyssal de la famille des Ceratiidae, présente dans tous les océans à des profondeurs allant de 1000 à 2000 mètres.
C'est un poisson de 75 cm de long environ.

## Étymologie
L'adjectif spécifique holboelli est un hommage à Carl Peter Holbøll, fonctionnaire danois qui fut l'un des premiers découvreurs de la faune du Groenland.

## Histoire d'une découverte
L'espèce est décrite pour la première fois par Krøyer en 1845.
En 1922, un biologiste islandais, B. Saemundsson découvre un spécimen femelle de 66,43 cm qui l'intrigue car deux spécimens de petite taille (5,15 et 5,33 cm) sont solidement fixés à la peau du plus gros. Pensant avoir affaire aux petits, il note toutefois leur aspect dégénérescent : « Je crus d'abord que ces rejetons étaient des lambeaux de chair qui pendaient ». Il observe que la lèvre des « petits » enveloppe un cordon de tissu du gros individu qui s'enfonce profondément dans leur bouche et leur gorge.
Cette bizarrerie est expliquée en 1925 par l'ichtyologiste britannique Charles Tate Regan : les « petits » qui intriguent Saemundsson sont en fait des mâles nains arrivés à maturité sexuelle et il les décrit : « Au point de jonction entre le poisson mâle et le poisson femelle, la fusion est totale (...) leurs systèmes vasculaires ne font qu'un ». Ainsi, le mâle dépend entièrement de la femelle pour sa nourriture mais conserve une partie de ses fonctions vitales : le cœur bat pour faire circuler le sang délivré par la femelle, la respiration se poursuit par les ouïes et il évacue ses déchets par les reins.

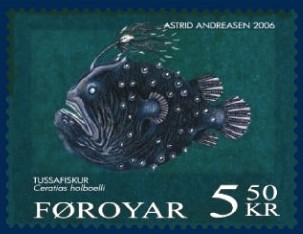
Ceratias holboelli représenté sur un timbre des îles Féroé.